# Chnodomar
Chnodomar (en latin Chnodomarius) était jusqu'en 357 le roi des Alamans établis en Ortenau, sur la rive droite du Rhin. Sous son commandement et celui de son neveu Agenarich (Serapio) ainsi que plusieurs autres nobles Alamans tels que Hortar, Suomar, Ur, Ursicin, Vestralp ils revendiquèrent la rive gauche du Rhin. Mais la coalition alamanne fut battue par le César et futur empereur Julien en l'an 357 à Oberhausbergen, à l'ouest d'Argentoratum (Strasbourg). Fait prisonnier puis conduit à Rome, Chnodomaire y mourut quelques années plus tard dans la caserne des troupes étrangères sur le Mont Cælius.